# Condylostylus basilaris
Condylostylus basilaris är en tvåvingeart som först beskrevs av Christian Rudolph Wilhelm Wiedemann 1830.  Condylostylus basilaris ingår i släktet Condylostylus och familjen styltflugor. Inga underarter finns listade i Catalogue of Life.